# SWOT-analys

Ett diagram för SWOT-analys.

SWOT-analys är ett företagsekonomiskt planeringshjälpmedel där man försöker finna styrkor, svagheter, möjligheter och hot vid en strategisk översyn. Namnet SWOT är en engelsk akronym av orden Strengths, Weaknesses, Opportunities och Threats.   
Ett av huvudsyftena med en SWOT-analys är att genom granskning av styrkor, svagheter, hot och möjligheter i den redan befintliga strategin värdera de starka och svaga sidorna. I detta tydliggörs påverkan från organisationens omvärld och man kan identifiera möjligheter att hantera omvärldens ständiga förändringskrav. 
En SWOT-analys används främst av företag eller föreningar, men kan även användas av individer, som till exempel för ett yrkesval.

## Att arbeta med SWOT-analys
Då man ska ta fram de olika komponenterna i en SWOT-analys är det viktigt att det både involverar individ och gruppdiskussioner för att nå fram till en gemensam uppfattning om vad som är viktigt och mindre viktigt. Generaliseringar bör undvikas och istället ska konkreta exempel lyftas fram.
När en SWOT-analys gjorts så måste de faktorer som är viktigast väljas ut för att fokusera på dessa. SWOT-analysen kartlägger de externa och interna faktorerna som hör till den situation som analyseras, men den visar inte vilka faktorer som bör prioriteras och därmed kan det vara svårt att veta vilket eller vilka beslut som är bäst. På grund av detta har man börjat använda sig av så kallade analys-hybrider. Man brukar då kombinera SWOT-analysen med Multiple Criteria Decision Support (MCDS) metoder, exempelvis Analytic Hierarchy Process (AHP). Den analyshybriden har fått namnet A’WOT.
När analysen är färdig skall en tidsplan skapas. Genom att involvera hela organisationen och göra målen och resultatet synliga för medarbetarna, skapas ett engagemang och känsla av delaktighet.

### Innehåll i en SWOT-analys
Nedan ges några exempel på vad som kan förekomma i en mer företagsanknuten SWOT.
Styrkor: De fördelar organisationen eller personen i fråga har i förhållande till situationen, till exempel:
- man är marknadsledare
- goda resurser
- bra kompetens

Svagheter: De nackdelar organisationen eller personen i fråga har i förhållande till situationen, till exempel:
- okänd bland kunderna
- dålig kvalitet på produkten
- höga priser

Möjligheter: De fördelar som situationen erbjuder organisationen eller personen i fråga till exempel:
- ekonomiskt klimat (låg eller högkonjunktur)
- demografiska förändringar (åldersfördelning, socialklass)
- teknik (nya uppfinningar)

Hot: De nackdelar som situationen erbjuder organisationen eller personen i fråga till exempel:
- konkurrenternas aktivitet (ny lansering av en produkt)
- demografiska
- politiska

## SWOT-landskapsanalys
Med hjälp av en så kallad SWOT-landskapsanalys kan man visualisera styrkor och hot och hur de utvecklas över tiden..